# The Shoop Shoop Song (It's in His Kiss)
It's in His Kiss is een muzieknummer geschreven en gecomponeerd door Rudy Clark. Er zijn diverse versies van gemaakt. Oorspronkelijk werd het aangeboden aan The Shirelles, maar zij verwierpen het. De versie van Cher uit 1990 werd wel een succes.

## Versies
Er zijn verschillende versies van het lied, waaronder
- Merry Clayton bracht als eerste het nummer uit in 1963 op single, maar dit werd geen succes.
- Eind 1963 brachten zowel Ramona King, Aretha Franklin als Betty Everett een versie uit van het lied. De versie van Everett kwam in 1964 in de Amerikaanse Top 10. King bracht het nummer uit onder de titel The Shoop Shoop Song.
- Linda Lewis bracht een disco-versie uit van The Shoop Shoop Song in 1975. Dit werd een succes in het Verenigd Koninkrijk, Ierland en de Verenigde Staten.
- Cher bracht in 1990 een versie uit voor de film Mermaids. Deze versie werd een grote hit, voornamelijk in Europa, Nieuw-Zeeland en Australië. Dit werd uitgebracht onder de titel The Shoop Shoop Song (It's in His Kiss).

## Hitnoteringen (versie Cher)

### Nederlandse Top 40
| Hitnotering: 08-06-1991 t/m 10-08-1991 | Hitnotering: 08-06-1991 t/m 10-08-1991 | Hitnotering: 08-06-1991 t/m 10-08-1991 | Hitnotering: 08-06-1991 t/m 10-08-1991 | Hitnotering: 08-06-1991 t/m 10-08-1991 | Hitnotering: 08-06-1991 t/m 10-08-1991 | Hitnotering: 08-06-1991 t/m 10-08-1991 | Hitnotering: 08-06-1991 t/m 10-08-1991 | Hitnotering: 08-06-1991 t/m 10-08-1991 | Hitnotering: 08-06-1991 t/m 10-08-1991 | Hitnotering: 08-06-1991 t/m 10-08-1991 | Hitnotering: 08-06-1991 t/m 10-08-1991 |
| Week:                                  | 1                                      | 2                                      | 3                                      | 4                                      | 5                                      | 6                                      | 7                                      | 8                                      | 9                                      | 10                                     |                                        |
| -------------------------------------- | -------------------------------------- | -------------------------------------- | -------------------------------------- | -------------------------------------- | -------------------------------------- | -------------------------------------- | -------------------------------------- | -------------------------------------- | -------------------------------------- | -------------------------------------- | -------------------------------------- |
| Positie:                               | 30                                     | 17                                     | 8                                      | 6                                      | 5                                      | 5                                      | 8                                      | 14                                     | 22                                     | 37                                     | uit                                    |

### Nationale Top 100
| Hitnotering: 25-05-1991 t/m 07-09-1991 | Hitnotering: 25-05-1991 t/m 07-09-1991 | Hitnotering: 25-05-1991 t/m 07-09-1991 | Hitnotering: 25-05-1991 t/m 07-09-1991 | Hitnotering: 25-05-1991 t/m 07-09-1991 | Hitnotering: 25-05-1991 t/m 07-09-1991 | Hitnotering: 25-05-1991 t/m 07-09-1991 | Hitnotering: 25-05-1991 t/m 07-09-1991 | Hitnotering: 25-05-1991 t/m 07-09-1991 | Hitnotering: 25-05-1991 t/m 07-09-1991 | Hitnotering: 25-05-1991 t/m 07-09-1991 | Hitnotering: 25-05-1991 t/m 07-09-1991 | Hitnotering: 25-05-1991 t/m 07-09-1991 | Hitnotering: 25-05-1991 t/m 07-09-1991 | Hitnotering: 25-05-1991 t/m 07-09-1991 | Hitnotering: 25-05-1991 t/m 07-09-1991 | Hitnotering: 25-05-1991 t/m 07-09-1991 | Hitnotering: 25-05-1991 t/m 07-09-1991 |
| Week:                                  | 1                                      | 2                                      | 3                                      | 4                                      | 5                                      | 6                                      | 7                                      | 8                                      | 9                                      | 10                                     | 11                                     | 12                                     | 13                                     | 14                                     | 15                                     | 16                                     |                                        |
| -------------------------------------- | -------------------------------------- | -------------------------------------- | -------------------------------------- | -------------------------------------- | -------------------------------------- | -------------------------------------- | -------------------------------------- | -------------------------------------- | -------------------------------------- | -------------------------------------- | -------------------------------------- | -------------------------------------- | -------------------------------------- | -------------------------------------- | -------------------------------------- | -------------------------------------- | -------------------------------------- |
| Positie:                               | 88                                     | 57                                     | 39                                     | 17                                     | 12                                     | 6                                      | 5                                      | 5                                      | 7                                      | 10                                     | 12                                     | 18                                     | 27                                     | 39                                     | 56                                     | 83                                     | uit                                    |

### VlaamseUltratop 50
| Hitnotering: 01-06-1991 t/m 07-09-1991 | Hitnotering: 01-06-1991 t/m 07-09-1991 | Hitnotering: 01-06-1991 t/m 07-09-1991 | Hitnotering: 01-06-1991 t/m 07-09-1991 | Hitnotering: 01-06-1991 t/m 07-09-1991 | Hitnotering: 01-06-1991 t/m 07-09-1991 | Hitnotering: 01-06-1991 t/m 07-09-1991 | Hitnotering: 01-06-1991 t/m 07-09-1991 | Hitnotering: 01-06-1991 t/m 07-09-1991 | Hitnotering: 01-06-1991 t/m 07-09-1991 | Hitnotering: 01-06-1991 t/m 07-09-1991 | Hitnotering: 01-06-1991 t/m 07-09-1991 | Hitnotering: 01-06-1991 t/m 07-09-1991 | Hitnotering: 01-06-1991 t/m 07-09-1991 | Hitnotering: 01-06-1991 t/m 07-09-1991 | Hitnotering: 01-06-1991 t/m 07-09-1991 | Hitnotering: 01-06-1991 t/m 07-09-1991 |
| Week:                                  | 1                                      | 2                                      | 3                                      | 4                                      | 5                                      | 6                                      | 7                                      | 8                                      | 9                                      | 10                                     | 11                                     | 12                                     | 13                                     | 14                                     | 15                                     |                                        |
| -------------------------------------- | -------------------------------------- | -------------------------------------- | -------------------------------------- | -------------------------------------- | -------------------------------------- | -------------------------------------- | -------------------------------------- | -------------------------------------- | -------------------------------------- | -------------------------------------- | -------------------------------------- | -------------------------------------- | -------------------------------------- | -------------------------------------- | -------------------------------------- | -------------------------------------- |
| Positie:                               | 43                                     | 30                                     | 20                                     | 14                                     | 9                                      | 7                                      | 4                                      | 3                                      | 2                                      | 2                                      | 4                                      | 6                                      | 13                                     | 24                                     | 43                                     | uit                                    |